# Paul Landers
Paul Heiko Landers (nato Heiko Paul Hiersche; Berlino Est, 9 dicembre 1964) è un chitarrista tedesco, componente della band industrial metal Rammstein.

## Biografia
Paul nacque a Berlino Est, col nome Heiko Paul Hiersche, figlio di Anton ed Erika Hiersche. Sua madre proveniva da Ełk in Masuria, Polonia, e suo padre da Böhmisch Kahn, oggi Velké Chvojno, Repubblica Ceca. Entrambi i genitori hanno dovuto lasciare i loro villaggi nell'ambito dell'espulsione dei tedeschi dall'Europa orientale e si sono incontrati durante gli studi a Halle (Saale). Landers visse a Mosca per un breve periodo da bambino. Sa parlare un po' il russo; tuttavia, non sa leggerlo o scriverlo.

### Vita privata
Quando sposò Nikki Landers nel 1984 (all'età di 20 anni), prese il cognome di sua moglie e cambiò il proprio nome, diventando Paul Landers. Dopo il loro divorzio nel 1987, ha mantenuto il cognome Landers. Paul ha anche un figlio nato nel 1990, Emil Reinke, ed una figlia minore, Lilly Landers.

## Carriera musicale
Nel 1983, all'età di 18 anni, Paul Landers ha fondato il gruppo punk della Germania Est Feeling B, assieme al cantante Aljoscha Rompe e al batterista Alexander Kriening. Alcune settimane dopo hanno reclutato il sedicenne Christian "Doktor Flake" Lorenz per suonare il basso, sebbene  lo strumento del tempo di Lorenz fosse un organo, strumento che egli ha utilizzato per creare suoni di basso. Il gruppo ha avuto diversi batteristi temporanei, tra i quali Christoph Schneider. Landers ha anche suonato in un certo numero di altri gruppi tra i quali Die Firma e Die Magdalene Keibel Combo.
Verso la fine degli anni '80, Landers incontrò Till Lindemann alla proiezione del documentario della GDR "Flüstern und SCHREIEN", riguardante le culture musicali giovanili nella RDT. Incontrò anche Richard Kruspe, un amico di Lindemann, durante questo periodo. Landers ha suonato occasionalmente la chitarra nel gruppo di Lindemann e Kruspe First Arsch. Nel 1992, i First Arsch pubblicarono il loro unico album, Saddle up. Nel 1993, Lindemann, Kruspe, Schneider e il bassista Oliver Riedel dettero vita ad una nuova formazione chiamata Templeprayers. Hanno vinto il Berlin Senate Metro Beat Contest nel 1994, che ha permesso loro di registrare professionalmente una demo a quattro tracce. Landers e Flake si unirono presto a questo nuovo progetto, che divenne noto con il nome Rammstein.